# 元暉業
元晖业（?—551年），字绍远，河南郡洛阳县（今河南省洛阳市东）人，追尊魏景穆帝拓跋晃玄孙，北魏宗室、官员。

## 生平
元晖业年幼时，父亲元弼的爵位被收夺。后来元弼梦到有人对自己说：“您本人不能传承世袭的封爵，能够继承先人爵位的，是您的长子元晖业。”元弼醒来后就将这个梦告诉了元晖业。建义元年（528年），元晖业上诉恢复济阴王的爵位。永安三年（530年），北魏朝廷追赠元弼尚书令、司徒公，谥号文献。
元晖业年轻时险恶刻薄，多与贼寇强盗来往，长大之后改变操行，阅读诸子史书，也很会写文章，慷慨有志向节操。
永安二年二月壬寅（529年3月15日），魏孝庄帝元子攸诏令散骑常侍、济阴王元晖业兼任行台尚书，督帅都督李德龙、丘大千镇守梁国城。四月癸巳（529年5月5日），陈庆之与元颢进攻梁国城，将其攻陷，元晖业率领北魏羽林庶子二万人前往救援，驻扎在考城，考城四面环水，防守严密牢固。陈庆之命令部下在水上建造堡垒，攻克考城，将元晖业俘虏。
天平二年三月辛酉（535年5月2日），元晖业出任司空。天平二年八月，有人告发元晖业和七兵尚书薛琡有二心，八月辛卯（535年9月29日），元晖业和薛琡被捉拿到晋阳，都被免官。武定二年九月甲申（544年10月4日），开府仪同三司元晖业出任太尉，元晖业后又加特进，兼领中书监，录尚书事。高澄曾经问元晖业：“近来读些什么书？”元晖业回答说：“多次阅读伊尹和霍光的传记，不读曹操和司马懿的书。”
元晖业认为元魏国运逐渐衰落，不再图谋保全，只是吃吃喝喝，一天吃三只羊，三天吃一头牛。元晖业又曾经作诗说：“从前仁政宽又明，济济多士富群英。如今世路多险阻，狐兔之辈拦纵横。”北齐初年，元晖业的爵位降为美阳县公，任开府仪同三司、特进。元晖业在晋阳，不和其他人来往，日常闲暇，于是撰写元魏藩王的家世，号称《辨宗室录》，共四十卷，流传于世。元晖业的地位声望都很高，又加上性格脾气不同于流俗，经常受到猜忌。
天保二年（551年），元晖业跟随齐文宣帝高洋前往晋阳，在宫外骂元韶说：“你还比不上一个老妇人，背着国玺给人，为什么不打碎它？我说出这种话，就知道要死了，但是你又能活到什么时候！”齐文宣帝听说后将元晖业杀死，同时斩首的还有临淮公元孝友。元孝友在临刑时惊惶失措，元晖业神色自若。元晖业死后，被凿冰沉尸在汾河中。

## 家庭

### 兄弟姐妹
- 元赞远，北魏东魏郡太守、广川武侯
- 元昭业，北魏给事黄门侍郎、卫将军、右光禄大夫、文侯

## 延伸阅读
[在维基数据编辑]
 《北齊書·卷28》，出自李百药《北齊書》